# Лежень австралійський
Лежень австралійський (Burhinus grallarius) — вид сивкоподібних птахів родини лежневих (Burhinidae).

## Поширення
Птах поширений на значній території Австралії (відсутній у найпосушливіших регіонах) та на півдні Нової Гвінеї.

## Опис
Птах завдовжки 54-59 см, вагою до 670 г. Оперення темно-сірого або рудуватого кольору з чорними смугами. Від очей до спини проходить темна смуга. Коротка надбрівна смуга та горло білі.

## Спосіб життя
Трапляється на рідколіссях, сухих луках та посушливах степах, полях. Активний вночі, вдень сидить нерухомо серед повалених дерев. Живиться безхребетними та дрібними хребетними. Розмножуються восени, з кінця серпня до середини грудня, хоча на півночі Австралії можуть і раніше. Гніздо будують на землі, зазвичай біля сухих дерев в траві або серед чагарників. У кладці 2 яйця, які насиджують обоє батьків. Інкубація триває 25 днів.